# Werner-Senger-Haus

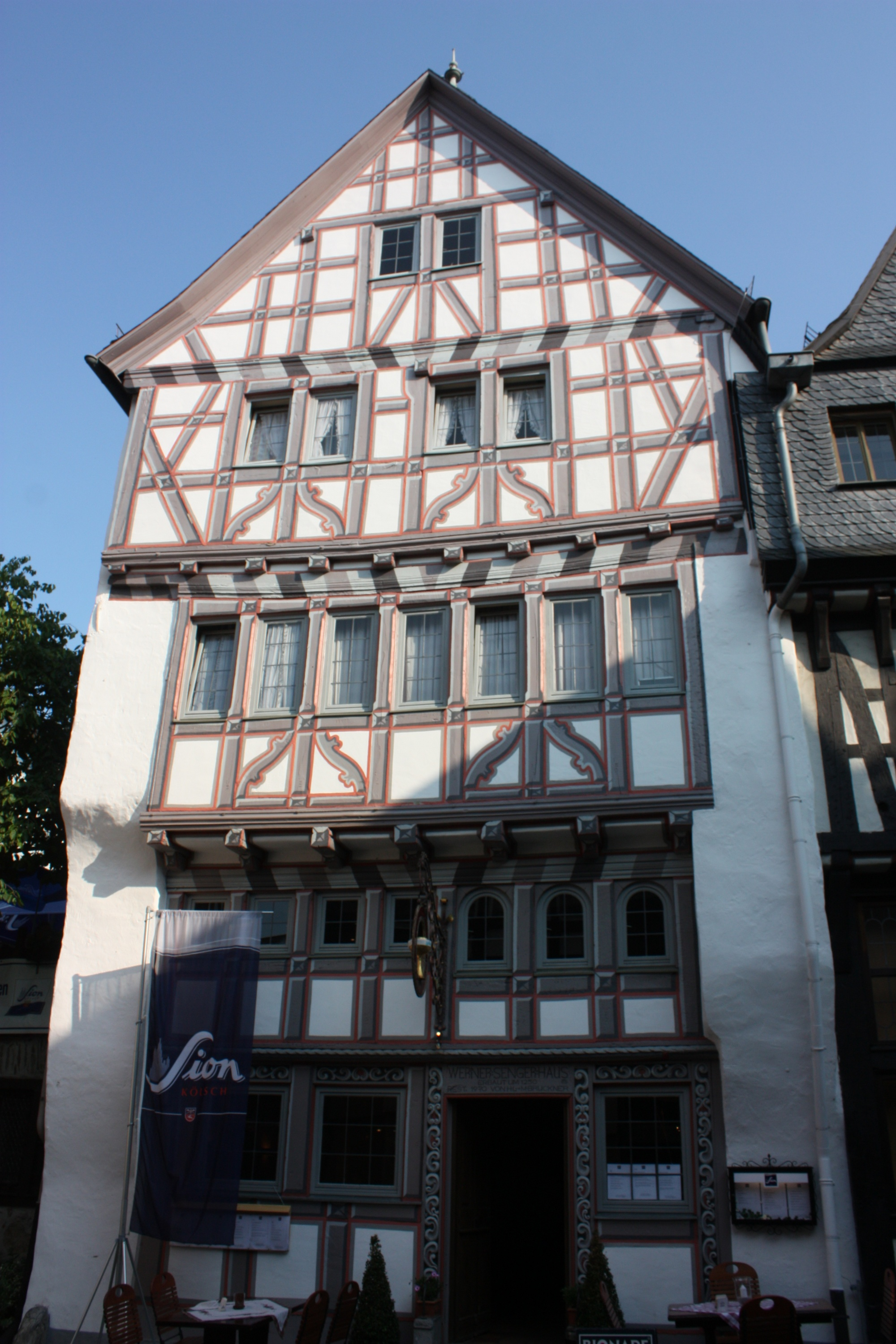
Werner-Senger-Haus

Das Werner-Senger-Haus ist ein denkmalgeschütztes Fachwerkhaus aus dem 13. Jahrhundert in der Altstadt von Limburg an der Lahn, Rütsche 5. Es war einst über Jahrhunderte hinweg der Sitz wohlhabender Limburger Kaufleute. Ob das Haus jemals von dem in der nahegelegenen Brückengasse wohnenden Kaufmann Werner Senger bewohnt war und wie es irrtümlich zu seinem Namen kam, ist bis heute ungeklärt.

## Architektur
Das Werner-Senger-Haus ist ein verputztes, dreiseitig massives Haus mit Fachwerkfassade. Die aufwändige Diamantquaderbemalung des Fachwerks erweckt den Eindruck, es handele sich um ein gänzlich steinernes Haus mit aufgemaltem Fachwerk. Innen befindet sich ein Kreuzgratgewölbekeller.

## Geschichte des Gebäudes
Urkundlich erwähnt wurde das Haus erstmals 1274, nachdem es von Gisela Weiß dem Kloster Eberbach in Erbpacht übertragen wurde. Erbaut wurde es schätzungsweise rund 20 Jahre zuvor. Da es beim großen Stadtbrand 1289 teilweise erhalten blieb, ist es heute das älteste bekannte Haus der Limburger Altstadt. Ursprünglich befand sich das Haus direkt am Limburger Marktbereich Unter den Gaden, einem Abschnitt der Hohen Straße von Köln nach Frankfurt. Nach dem Bau der steinernen Lahnbrücke verlagerte sich im 14. Jahrhundert die Verkehrsführung jedoch nach Nordwesten.
1802 erlangte das Haus mit der Adresse Rütsche 5 große Aufmerksamkeit, als in der Nähe von Limburg der Räuber Johannes Bückler, bekannt als „Schinderhannes“, verhaftet und in dieses Haus gebracht wurde. Zu dieser Zeit befand sich darin eine Rekrutierungsstätte der Kaiserlichen Armee, die auch Straftäter und Deserteure in Gewahrsam nahm. Von dort aus wurde Bückler nach Frankfurt am Main verbracht.
1970 wurde das Haus, nach mehreren Eigentümerwechseln, saniert. Heute beherbergt es ein Restaurant.